# Archidiocèse de Caracas
L'archidiocèse de Caracas (en latin : Archidioecesis Caracensis ; en espagnol : Arquidiócesis de Caracas) est un archidiocèse de l'Église catholique du Venezuela.

## Territoire

provinces ecclésiastiques du Venezuela.
Archidiocèse de Caracas
Suffragants

Le territoire de l'archidiocèse couvre celui de la ville de Caracas, incluant les municipalités de Libertador du pseudo-État du District de la capitale, et de Sucre, Chacao, El Hatillo et Baruta de l'État de Miranda avec un total d'environ 790 km2. Le siège épiscopal est situé à Caracas avec la cathédrale Sainte-Anne. L'archidiocèse possède trois diocèses suffragants : Los Teques, La Guaira et Guarenas.
La basilique Sainte-Chapelle de Caracas est reconnue comme sanctuaire national par la Conférence épiscopale du Venezuela.

## Historique
Le diocèse est érigé le 21 juin 1531 par la bulle Pro excelenti praeeminentia publié par le pape Clément VII avec siège à Coro en prenant sur le territoire du diocèse de Saint-Domingue (aujourd'hui archidiocèse de Saint-Domingue).
Il est nommé suffragant de l'archidiocèse de Séville lors de sa création puis intègre la province ecclésiastique de Saint-Domingue le 12 février 1546.
En 1577, la capitale de la province est déplacée à Caracas. L'évêque Juan de Bohorques demande en 1613 au roi d'Espagne de transférer le siège épiscopal dans la même ville en raison du danger posé par les pirates et d'autres circonstances. En 1636, l'évêque Juan López Agurto de la Mata demande au doyen et au chantre de déménager à Caracas où ils organisent un chapitre pour la première fois le 18 mars de la même année.
L'évêque charge ensuite le prêtre de l'église de Santiago, Bartolomé de Navas Bacerra, de faire valider ce transfert par le Saint-Siège et par le roi. Le monarque envoie une real cédula au président gouverneur de Saint-Domingue en date du 20 juin 1637 accordant le transfert de la cathédrale, du siège et de l'évêché ainsi que du chapitre et envoie une autre real cédula à l'évêque pour l'informer.
Le diocèse de Caracas est élevé au rang d'archidiocèse par la bulle In universalis ecclesiae regimine expedida délivrée par le pape Pie VII le 27 novembre 1803 avec Santo Tomás de Guayana et Mérida comme suffragants. Le 28 juillet 1897, le diocèse de Maracaibo devient suffragant de Caracas (tout trois archidiocèses actuellement). Francisco de Ibarra, le premier archevêque est aussi le premier Vénézuélien à être ordonné évêque.
L'archidiocèse de Caracas a perdu des territoires en cinq occasions pour la création ou l'élévation d'autres juridictions ecclésiastiques, le 7 mars 1863 avec la création du diocèse de Calabozo, le 12 octobre 1922 pour le diocèse de Valencia, le 21 juin 1958 avec le diocèse de Maracay, le 23 juillet 1965 avec le diocèse de Los Teques et enfin le 15 avril 1970 pour le diocèse de La Guaira.